# Коромысловское сельское поселение
Коромы́словское се́льское поселе́ние — муниципальное образование в составе Кузоватовского района Ульяновской области. Административный центр — село Коромысловка.

## Население
| 2010  | 2012  | 2013  | 2014  | 2015  | 2016  | 2017  |
| ----- | ----- | ----- | ----- | ----- | ----- | ----- |
| 3922  | ↘3833 | ↘3739 | ↘3640 | ↘3612 | ↘3556 | ↘3465 |
| 2018  | 2019  | 2020  | 2021  |       |       |       |
| ↘3380 | ↘3312 | ↘3279 | ↘2899 |       |       |       |

## Состав сельского поселения
В состав поселения входят 8 населённых пунктов: 7 сёл, 1 посёлок и 1 урочище. 
| № | Населённый пункт  | Тип населённого пункта       | Население |
| - | ----------------- | ---------------------------- | --------- |
| 1 | Баевка            | село                         | 624       |
| 2 | Бестужевка        | село                         | 168       |
| 3 | Верхнее Свияжское | село                         | 13        |
| 4 | Коромысловка      | село, административный центр | 916       |
| 5 | Кузоватово        | село                         | 1298      |
| 6 | Лесхоз            | посёлок                      | 81        |
| 7 | Смышляевка        | село                         | 608       |
| 8 | Уваровка          | село                         | 214       |

9     Красная Поляна    урочище